# Eudorylas maesi
Eudorylas maesi är en tvåvingeart som beskrevs av José Albertino Rafael 2004. Eudorylas maesi ingår i släktet Eudorylas och familjen ögonflugor.
Artens utbredningsområde är Nicaragua. Inga underarter finns listade i Catalogue of Life.